# Jonáš Mareček
Jonáš Mareček (* 13. února 2001 Nové Město na Moravě) je český reprezentant v biatlonu. 
Biatlonu se věnuje od roku 2010. Ve světovém poháru debutoval v lednu 2021 ve štafetě v německém Oberhofu. V individuální závodě se poprvé představil v březnu 2022 v Otepää, kde ve sprintu dojel s jednou chybou na 48. místě.
Ve světovém poháru ve své dosavadní kariéře nezvítězil v žádném individuálním ani kolektivní závodě. Jeho nejlepším umístěním je 21. příčka ze sprintu z Annecy z prosince 2024.
Jeho dosavadním největším kariérním úspěchem je vítězství ve vytrvalostním závodě na Mistrovství světa juniorů 2022 a ve sprintu z mistrovství Evropy juniorů z téhož roku.
Byl oceněn 2. místem v anketě Sportovec kraje Vysočina v roce 2021 v kategorii Junior – chlapci. Byl oceněn v anketě Sportovec kraje Vysočina v roce 2022 v kategorii Junior – chlapci.

## Výsledky

### Olympijské hry a mistrovství světa
| Sezóna  | Akce | Místo                | SP  | SZ  | HZ | IZ  | ŠT | SŠT | SZD | Věk    |
| ------- | ---- | -------------------- | --- | --- | -- | --- | -- | --- | --- | ------ |
| 2022/23 | MS   | Oberhof              | 68. | –   | –  | 76. | 4. | –   | –   | 21 let |
| 2023/24 | MS   | Nové Město na Moravě | 58. | DNS | –  | –   | 7. | –   | 10. | 22 let |
| 2024/25 | MS   | Lenzerheide          | 38. | 29. | –  | 83. | 6. | –   | –   | 23 let |

Poznámka: Výsledky z mistrovství světa ani z olympijských her se do celkového hodnocení světového poháru nezapočítávají.

### Světový pohár

#### Sezóna 2020/2021
| ČSP              | Místo            | SP             | SZ | HZ | IZ | ŠT  | SŠT | SZD | STŘ  |
| ---------------- | ---------------- | -------------- | -- | -- | -- | --- | --- | --- | ---- |
| 6.               | Oberhof (2)      | –              | –  | –  | –  | 18. | –   | –   | 90 % |
| Celkové umístění | Celkové umístění | –              | –  | –  | –  | 10. | –   | –   | –    |
| Celkové umístění | Celkové umístění | 0. bodů (nkl.) |    |    |    | 10. | –   | –   | –    |

#### Sezóna 2021/2022
| ČSP              | Místo             | SP             | SZ | HZ | IZ | ŠT | SŠT | SZD | STŘ  |
| ---------------- | ----------------- | -------------- | -- | -- | -- | -- | --- | --- | ---- |
| 9.               | Otepää            | 48.            | –  | –  | –  | –  | –   | 16. | 83 % |
| 10.              | Holmenkollen-Oslo | 72.            | –  | –  | –  | –  | –   | –   | 80 % |
| Celkové umístění | Celkové umístění  | nkl.           | –  | –  | –  | –  | 7.  | 7.  | 82 % |
| Celkové umístění | Celkové umístění  | 0. bodů (nkl.) |    |    |    | –  | 7.  | 7.  | 82 % |

#### Sezóna 2022/2023
| ČSP              | Místo                | SP             | SZ             | HZ             | IZ             | ŠT             | SŠT            | SZD            | STŘ            |
| ---------------- | -------------------- | -------------- | -------------- | -------------- | -------------- | -------------- | -------------- | -------------- | -------------- |
| 1.               | Kontiolahti          | 70.            | –              | –              | 43.            | 5.             | –              | –              | 90 %           |
| 2.               | Hochfilzen           | 62.            | –              | –              | –              | 8.             | –              | –              | 75 %           |
| 3.               | Annecy               | 62.            | –              | –              | –              | –              | –              | –              | 80 %           |
| 4.               | Pokljuka             | 33.            | 44.            | –              | –              | –              | 7.             | –              | 90 %           |
| 5.               | Ruhpolding           | nezúčastnil se | nezúčastnil se | nezúčastnil se | nezúčastnil se | nezúčastnil se | nezúčastnil se | nezúčastnil se | nezúčastnil se |
| 6.               | Anterselva           | nezúčastnil se | nezúčastnil se | nezúčastnil se | nezúčastnil se | nezúčastnil se | nezúčastnil se | nezúčastnil se | nezúčastnil se |
| 7.               | Nové Město na Moravě | 76.            | –              | –              | –              | –              | –              | 12.            | 72 %           |
| 8.               | Östersund            | –              | –              | –              | 32.            | 11.            | –              | –              | 88 %           |
| 9.               | Holmenkollen         | 54.            | 57.            | –              | –              | –              | –              | –              | 87 %           |
| Celkové umístění | Celkové umístění     | 75.            | nkl.           | –              | 56.            | –              | 10.            | 10.            | 82 %           |
| Celkové umístění | Celkové umístění     | 17 bodů (77.)  |                |                |                | –              | 10.            | 10.            | 82 %           |

#### Sezóna 2023/2024

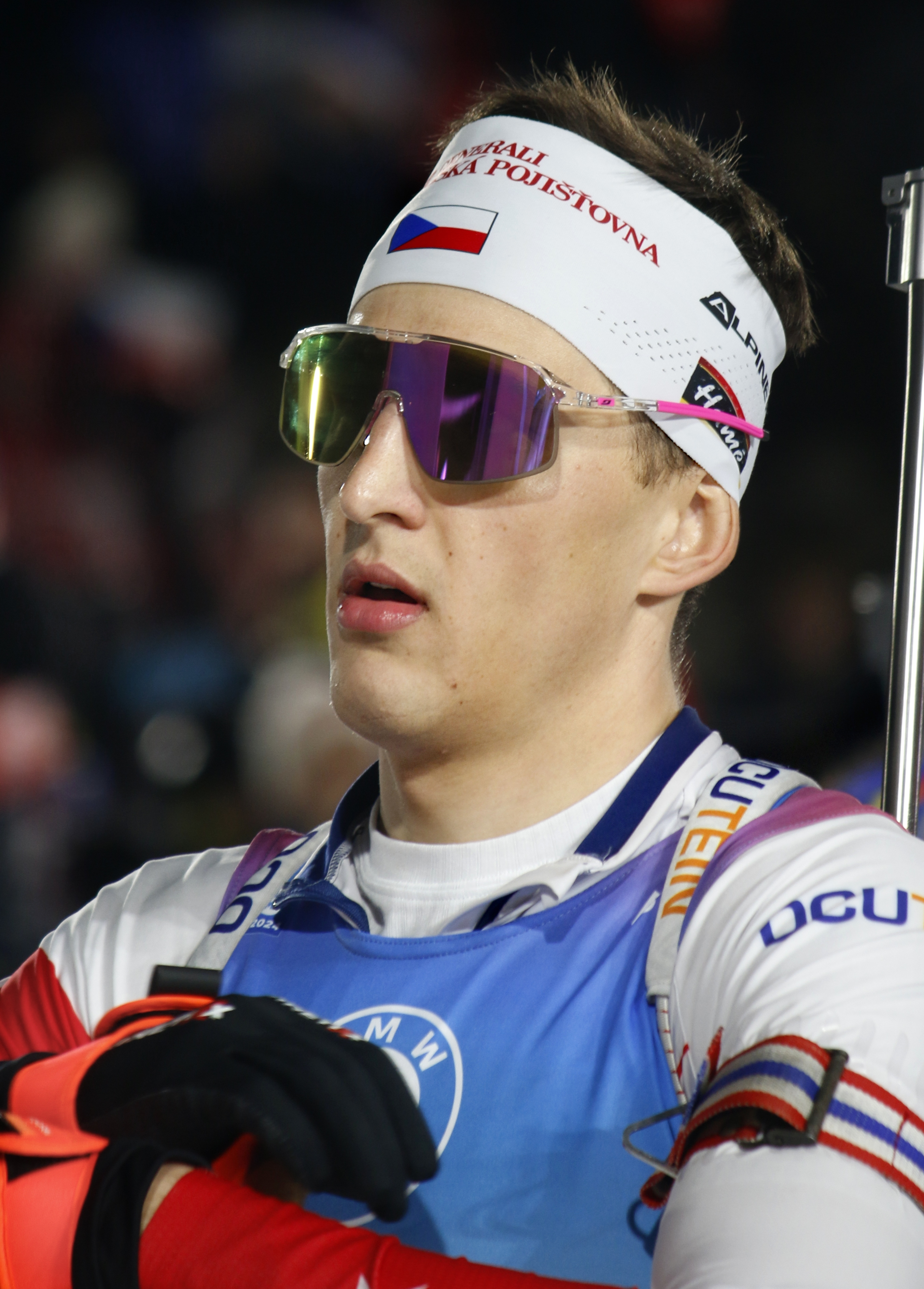
Jonáš Mareček na Mistrovství světa 2024 v Novém Městě

| ČSP              | Místo             | SP            | SZ  | HZ   | IZ  | ŠT  | SŠT | SZD |
| ---------------- | ----------------- | ------------- | --- | ---- | --- | --- | --- | --- |
| 1.               | Östersund         | 46.           | 42. | ×    | 28. | 10. | –   | 12. |
| 2.               | Hochfilzen        | 42.           | 34. | ×    | ×   | 12. | ×   | ×   |
| 3.               | Lenzerheide       | 43.           | 36. | –    | ×   | ×   | ×   | ×   |
| 4.               | Oberhof           | 49.           | 46. | ×    | ×   | 6.  | ×   | ×   |
| 5.               | Ruhpolding        | 49.           | 42. | ×    | ×   | 9.  | ×   | ×   |
| 6.               | Anterselva        | ×             | ×   | –    | –   | ×   | 6.  | –   |
| 8.               | Oslo-Holmenkollen | ×             | ×   | –    | 79. | ×   | –   | 9.  |
| 9.               | Soldier Hollow    | 97.           | –   | ×    | ×   | 11. | ×   | ×   |
| 10.              | Canmore           | 39.           | 49. | –    | ×   | ×   | ×   | ×   |
| Celkové umístění | Celkové umístění  | 72.           | 55. | nkl. | 50. | 9.  | 9.  | 9.  |
| Celkové umístění | Celkové umístění  | 30 bodů (64.) |     |      |     | 9.  | 9.  | 9.  |

#### Sezóna 2024/2025
| ČSP              | Místo                | SP             | SZ  | HZ | IZ  | ŠT  | SŠT | SZD |
| ---------------- | -------------------- | -------------- | --- | -- | --- | --- | --- | --- |
| 1.               | Kontiolahti          | 71.            | ×   | –  | 47. | 12. | 8.  | –   |
| 2.               | Hochfilzen           | 26.            | 22. | ×  | ×   | 9.  | ×   | ×   |
| 3.               | Annecy               | 21.            | DNS | –  | ×   | ×   | ×   | ×   |
| 4.               | Oberhof              | 36.            | 54. | ×  | ×   | ×   | –   | –   |
| 5.               | Ruhpolding           | ×              | ×   | –  | 38. | 7.  | ×   | ×   |
| 6.               | Anterselva           | 10.            | 30. | ×  | ×   | 6.  | ×   | ×   |
| 7.               | Nové Město na Moravě | 48.            | 55. | ×  | ×   | 10. | ×   | ×   |
| 8.               | Pokljuka             | ×              | ×   | –  | 82. | ×   | –   | 18. |
| 9.               | Oslo-Holmenkollen    | 42.            | 51. | –  | ×   | ×   | ×   | ×   |
| Celkové umístění | Celkové umístění     | 31.            | 45. | –  | 62. | 8.  | 11. | 11. |
| Celkové umístění | Celkové umístění     | 104 bodů (44.) |     |    |     | 8.  | 11. | 11. |

### Mistrovství Evropy
| Sezóna  | D  | Místo   | SP  | SZ | IZ  | SŠT | SZD | Věk    |
| ------- | -- | ------- | --- | -- | --- | --- | --- | ------ |
| 2020/21 | ME | Dušníky | 71. | –  | 78. | –   | –   | 19 let |

### Juniorská mistrovství
| Sezóna  | D   | Místo          | SP  | SZ | IZ  | ŠT | SŠT | Věk    |
| ------- | --- | -------------- | --- | -- | --- | -- | --- | ------ |
| 2019/20 | MSD | Lenzerheide    | 11. | 6. | 4.  | 2. | –   | 19 let |
| 2020/21 | MSJ | Obertilliach   | –   | 2  | 5.  | 3. | –   | 20 let |
| 2021/22 | MEJ | Pokljuka       | 1.  | 5. | 77. | –  | 3.  | 20 let |
| 2021/22 | MSJ | Soldier Hollow | 23. | 6. | 1.  | 4. | –   | 21 let |